# Faranah
Faranah   este un oraș  în  partea centrală a Guineei, pe Niger. Este reședința regiunii Faranah și a prefecturii omonime.